# Khan Yunis
Khan Yunis (in arabo خان يونس‎?, lett. Caravanserraglio di Giona) è una città palestinese con annesso campo profughi nel sud della Striscia di Gaza. La città, il campo profughi e le vicinanze accoglievano una popolazione di 142 637 abitanti nel 2007, 202.000 nel 2010 e 350.000 nel 2012. Khan Yunis, che si trova a soli 4 chilometri a est del Mar Mediterraneo, ha un clima semi-arido con temperature massime di 30 °C in estate e 10 °C in inverno, con una piovosità annuale di circa 260 mm (10,2 in).
Il collegio elettorale di Khan Yunis eleggeva cinque parlamentari nel Consiglio legislativo palestinese. Alle elezioni legislative palestinesi del 2006, ha eletto tre membri di Hamas, tra cui Yunis al-Astal; e due membri di Fatah, tra cui Mohammed Dahlan. Dal 2006, la città come tutta la Striscia di Gaza è governata da Hamas.

## Storia

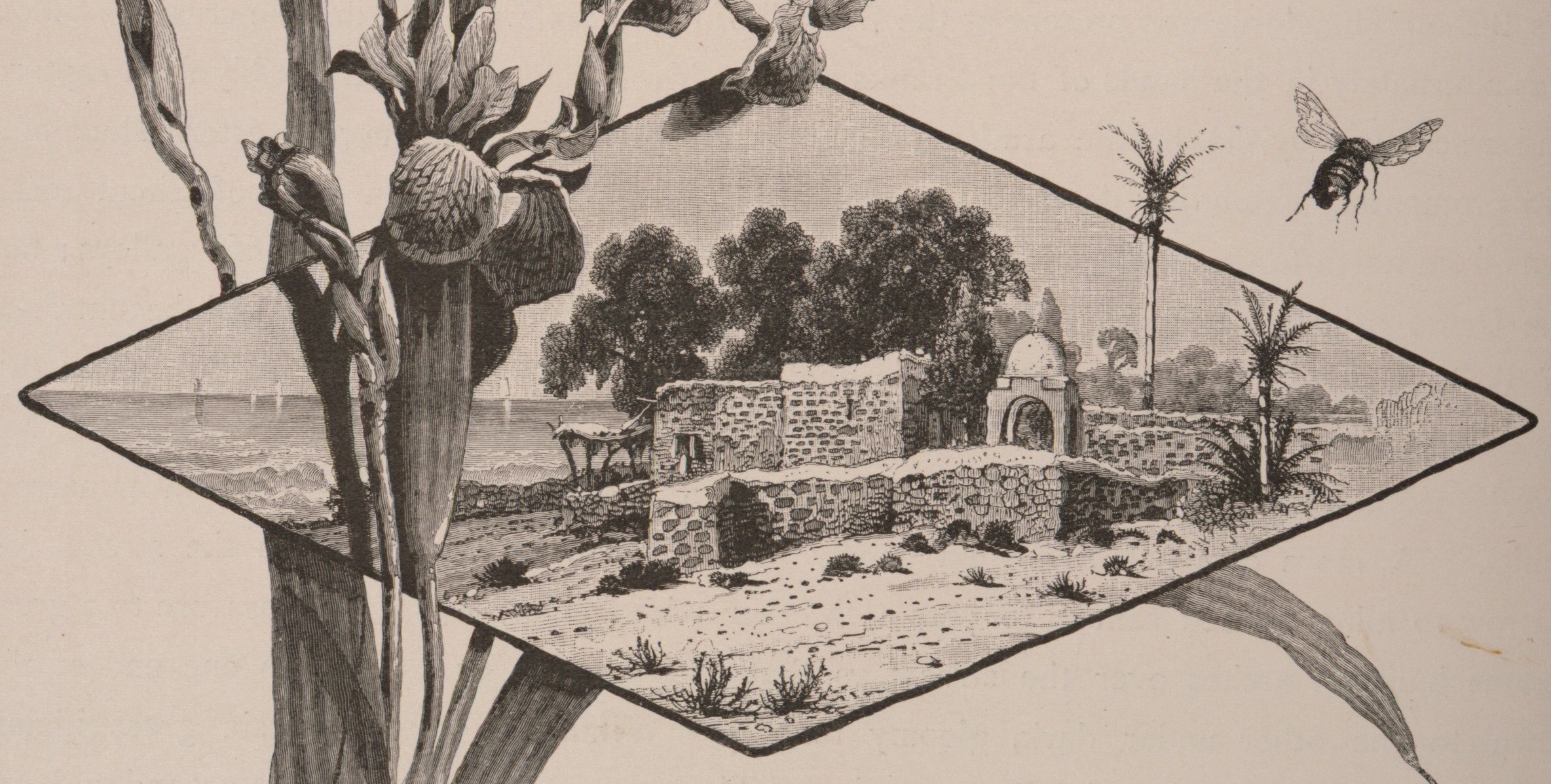
Schizzo di Khan Yunis del Colonnello Wilson, 1881

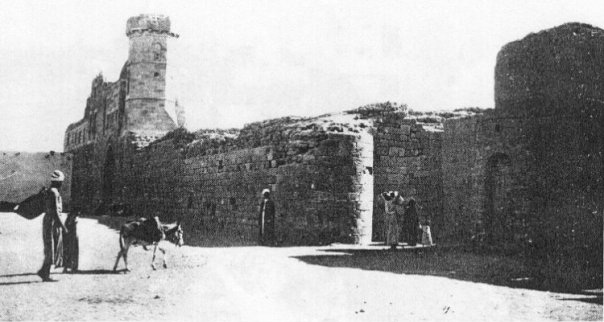
La parte meridionale dello storico khan a Khan Yunis, anni '30

### Fondazione dai mamelucchi
Prima del XIV secolo, Khan Yunis era un villaggio noto come "Salqah". Per proteggere carovane, pellegrini e viaggiatori un vasto caravanserraglio vi fu costruito dall'emiro turco Yunus al-Noorzai Khan nel 1387-88. La città in crescita che la circondava fu chiamata "Khan Yunis" in suo onore. Nel 1389 Yunus fu ucciso in battaglia. Yunus ibn Abdallah an-Noorzai ad-Dawadar era il segretario esecutivo, uno dei funzionari di alto rango del sultano mamelucco Barquq . La città divenne un importante centro commerciale e il suo mercato settimanale del giovedì attirò commercianti dalle regioni vicine.
Il khan serviva da sosta per i corrieri del barid, la rete postale mamelucca in Palestina e Siria.

### Era ottomana
Alla fine del 1516 Khan Yunis fu il luogo di una battaglia minore (Battaglia di Khan Yunis) in cui i mamelucchi con base in Egitto furono sconfitti dalle forze ottomane sotto la guida di Sinan Pasha. Il sultano ottomano Selim I arrivò quindi nell'area, da cui guidò l'esercito ottomano attraverso la penisola del Sinai per conquistare l'Egitto.
Durante il XVII e il XVIII secolo gli Ottomani assegnarono un presidio azebano associato alla Cittadella del Cairo a guardia della fortezza di Khan Yunis. Pierre Jacotin nominò il villaggio Kan Jounes sulla sua mappa dal 1799, mentre nel 1838, Robinson annotò Khan Yunas come un villaggio musulmano situato nel distretto di Gaza.
Nel 1863 l'esploratore francese Victor Guérin visitò Khan Yunis: riportò che contava circa un migliaio di abitanti e che nelle vicinanze erano stati piantati molti alberi da frutto, in particolare albicocche. Alla fine del XIX secolo gli Ottomani istituirono un consiglio comunale per amministrare gli affari di Khan Yunis, che era diventata la seconda città più grande del distretto di Gaza dopo la stessa Gaza.

### Era del mandato britannico
Nel censimento del 1922 della Palestina condotto dalle autorità del mandato britannico, Khan Yunis aveva una popolazione di 3 890 abitanti, di cui 1 ebreo, 23 cristiani e 3866 musulmani, questi erano diminuiti nel censimento del 1931 a 3811, in 717 case nell'area urbana e 3440 in 566 case nei sobborghi.

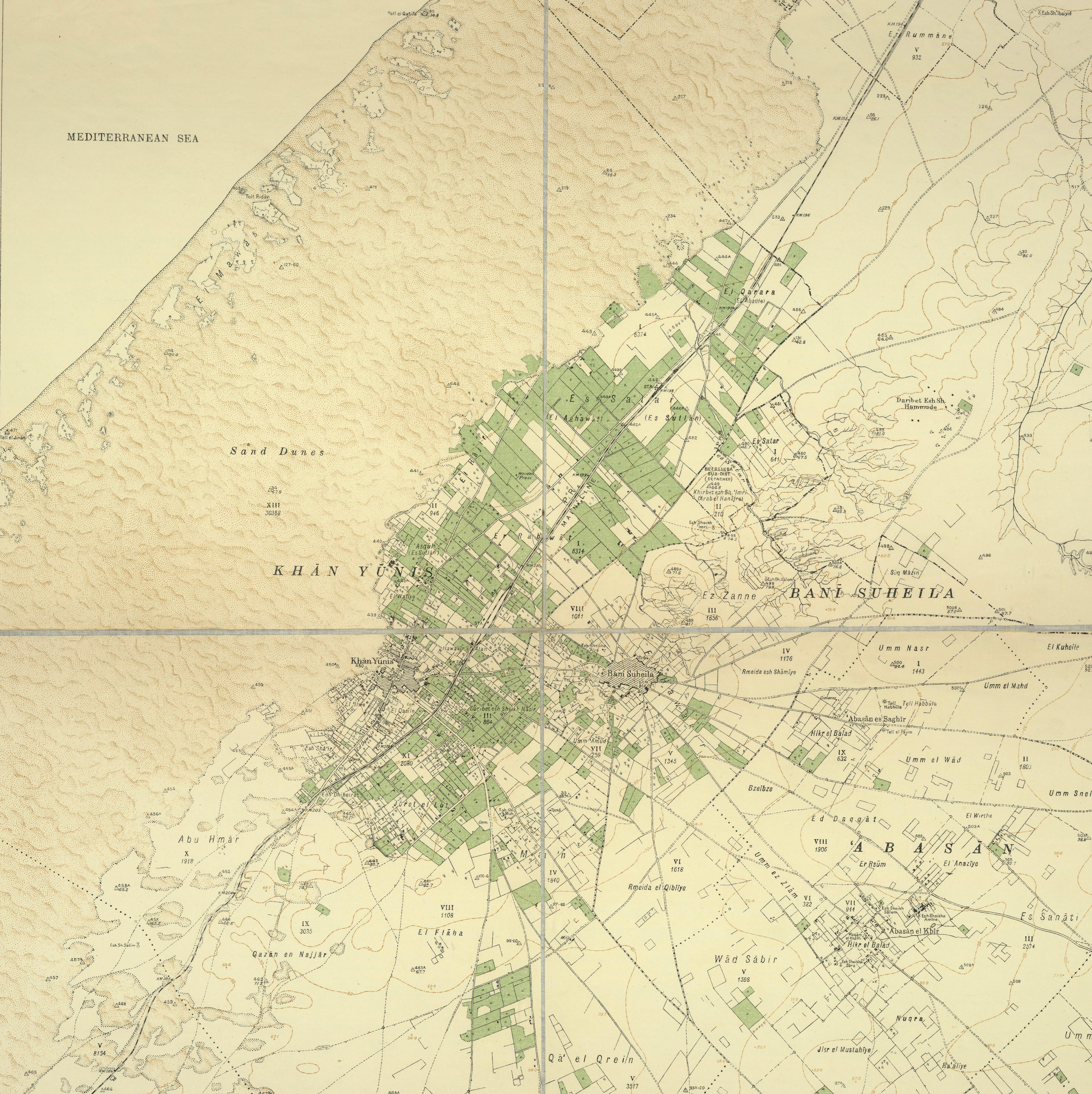
Khan Yunis nel 1931 (1: 20.000)

Nelle statistiche del 1945 Khan Yunis aveva una popolazione di 11 220 abitanti, di cui 11.180 musulmani e 40 cristiani, con 2.302 (urbani) e 53.820 (rurali) dunam di terra, secondo un'indagine ufficiale sulla terra e sulla popolazione. Di questi, 4.172 dunam erano piantagioni e terreni irrigabili, 23.656 usati per cereali, mentre 1.847 dunam erano terreni edificati.

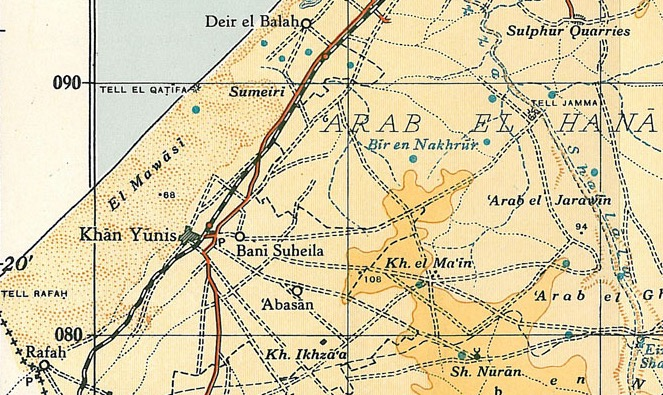
Khan Yunis nel 1945 (1: 250.000)

### 1948-1967
Nella notte del 31 agosto 1955, tre compagnie israeliane di paracadutisti attaccarono il forte Tegart di costruzione britannica a Khan Yunis da dove erano stati effettuati attacchi contro israeliani. La stazione di polizia, una stazione di benzina e diversi edifici nel villaggio di Abasan furono distrutti, così come i binari ferroviari e i pali del telegrafo. Durante pesanti combattimenti, 72 soldati egiziani furono uccisi. Un soldato israeliano venne ucciso e 17 feriti. L'operazione portò a un cessate il fuoco il 4 settembre, costringendo il presidente Gamal Abdel Nasser e il governo egiziano a fermare le operazioni dei fedayn palestinesi contro Israele. Una delle compagnie meccanizzate era comandata da Rafael Eitan .
Prima della guerra di Suez, Khan Yunis era amministrato ufficialmente dal governo pan-palestinese, con sede a Gaza e successivamente al Cairo. Dopo un violento scontro a fuoco, i carri armati Sherman della 37ª Brigata corazzata dell'IDF hanno attraversato le linee fortificate al di fuori di Khan Yunis detenute dall'86ª Brigata Palestinese. Era l'unico sito nella striscia di Gaza in cui l'esercito egiziano oppose resistenza all'invasione israeliana di Gaza, ma si arrese il 3 novembre 1956.
Ci sono rapporti contrastanti su ciò che successe. Israele ha affermato che i palestinesi sono stati uccisi quando le forze israeliane stavano ancora affrontando la resistenza armata, mentre i palestinesi hanno dichiarato che tutte le resistenze erano cessate da allora, e che molti civili disarmati sono stati uccisi mentre le truppe israeliane attraversavano la città e il campo, in cerca di uomini in possesso di armi.
Le uccisioni, note come massacro di Khan Yunis, furono riportate all'Assemblea generale delle Nazioni Unite il 15 dicembre 1956 dal direttore dell'UNRWA, Henry Labouisse. Secondo il rapporto, il numero esatto di morti e feriti non è noto, ma il direttore ha ricevuto elenchi di nomi di persone presumibilmente uccise da una fonte attendibile, tra cui 275 persone, di cui 140 rifugiati e 135 residenti locali.
Dopo il 1959, il governo pan-palestinese della Striscia di Gaza fu abolito e la città fu inclusa nella Repubblica Araba Unita, che fu presto abolita e la Striscia di Gaza passò sotto il controllo diretto dell'occupazione militare egiziana.

#### Massacro di Khan Yunis
Il massacro di Khan Yunis ebbe luogo il 3 novembre 1956 durante la crisi di Suez.
Secondo Benny Morris, durante un'operazione delle forze di difesa israeliane per riaprire lo stretto di Tiran, i soldati israeliani hanno sparato a duecento palestinesi a Khan Yunis e Rafah.
.
Secondo The Fateful Triangle di Noam Chomsky, che cita Donald Neff, 275 palestinesi furono uccisi in una brutale ricerca casa per casa di Fedayn (mentre altri 111 sarebbero stati uccisi a Rafah).
Le autorità israeliane affermano che i soldati israeliani si sono imbattuti in militanti locali e che è scoppiata una battaglia.Meir Pa'il disse all'Associated Press: "Non c'è mai stato un omicidio di tale livello. Nessuno è stato assassinato. Sono stato lì. Non sono al corrente di nessun massacro".
Il 15 dicembre 1956 fu presentato all'Assemblea generale delle Nazioni Unite il rapporto speciale del direttore dell'UNRWA che copriva il periodo dal 1º novembre 1956 a metà dicembre 1956. Il rapporto raccontava entrambe le parti dell '"incidente di Khan Yunis". Le note del direttore riconoscono anche un incidente simile, il massacro di Rafah, subito dopo l'occupazione di quella città.
Secondo il rapporto UNRWA, che metteva insieme quello che considerava un elenco credibile di persone giustiziate il 3 novembre, circa 275 furono giustiziate quel giorno.
Segnalazioni contrastanti di scaramucce tra i due popoli sono state riportate anche nel vicino campo di Khan Yunis, che ospitava profughi palestinesi. Il funzionario dell'OLP Abdullah Al Hourani era nel campo al momento delle uccisioni. Al Hourani ha affermato che gli uomini sono stati prelevati dalle loro case e fucilati dai soldati israeliani. Lo stesso Hourani ricorda di essere fuggito da un tentativo di esecuzione sommaria senza infortuni.
Un coprifuoco imposto ai cittadini di Gaza impedì loro di recuperare i corpi dei loro concittadini, lasciandoli sparsi per la zona durante la notte. Le vittime ferite delle sparatorie sarebbero state successivamente trasportate a Gaza dalla Croce Rossa Internazionale per cure mediche. Israele, cedendo alle pressioni internazionali, si ritirò da Gaza e dal Sinai nel marzo del 1957. Poco dopo, fu scoperta una fossa comune nelle vicinanze di Khan Yunis, contenente i corpi legati di quaranta uomini palestinesi che erano stati colpiti alla nuca.
Fonti palestinesi elencano 415 morti e altri 57 che non sono stati registrati o sono scomparsi. Secondo il futuro leader di Hamas Abdel Aziz al-Rantisi, allora un bambino di 8 anni testimone dell'esecuzione di suo zio, 525 abitanti di Gaza furono uccisi dall'esercito israeliano "a sangue freddo ".
Il soldato israeliano Marek Gefen stava prestando servizio a Gaza durante la crisi di Suez. Nel 1982, Gefen, diventato giornalista, pubblicò le sue osservazioni su come camminare per la città poco dopo le uccisioni. Nel suo resoconto del massacro di Khan Yunis, scrisse: "In alcuni vicoli abbiamo trovato corpi sparsi per terra, coperti di sangue, con la testa in frantumi. Nessuno si era preso cura di spostarli. Era terribile. Mi sono fermato a un angolo e ho vomitato. Non riuscivo ad abituarmi alla vista di un mattatoio umano."

### 1967 e conseguenze

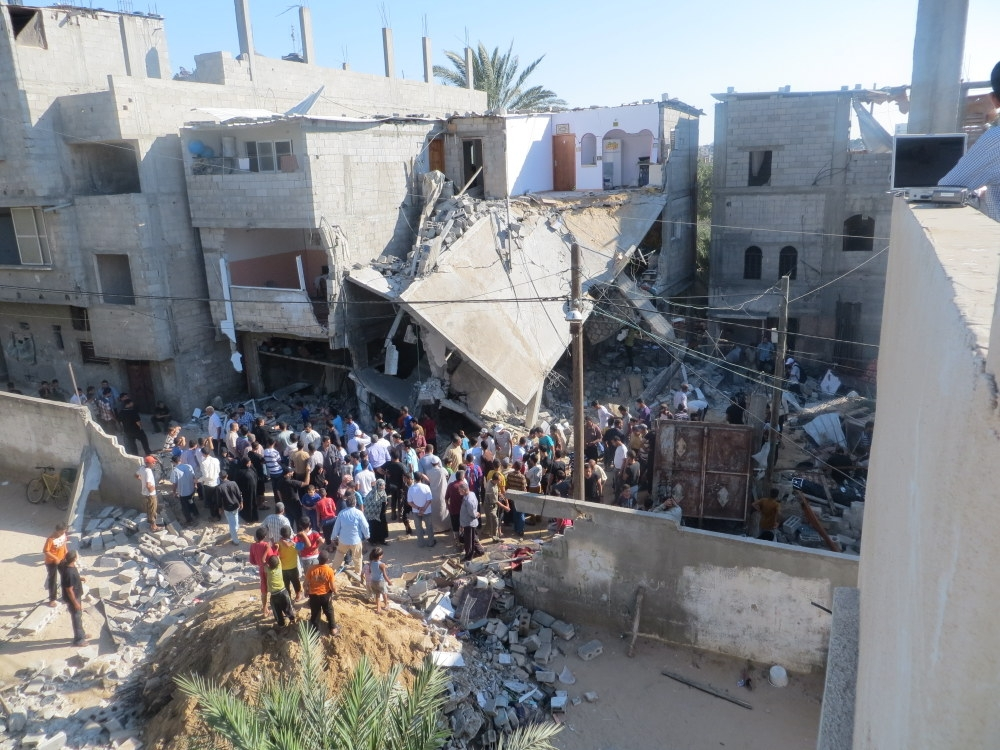
La casa della famiglia Kaware dopo i bombardamenti nel 2014

Nel 1967, durante la guerra dei sei giorni, Israele occupò di nuovo Khan Yunis.
Khan Yunis è stato il luogo di attacchi israeliani in elicottero nell'agosto 2001 e nell'ottobre 2002 che hanno causato la morte di numerosi civili, centinaia di feriti e la distruzione di edifici civili nelle vicinanze. È conosciuta come una roccaforte di Hamas.
Attualmente è un territorio a status "A".

## Campo profughi di Khan Yunis

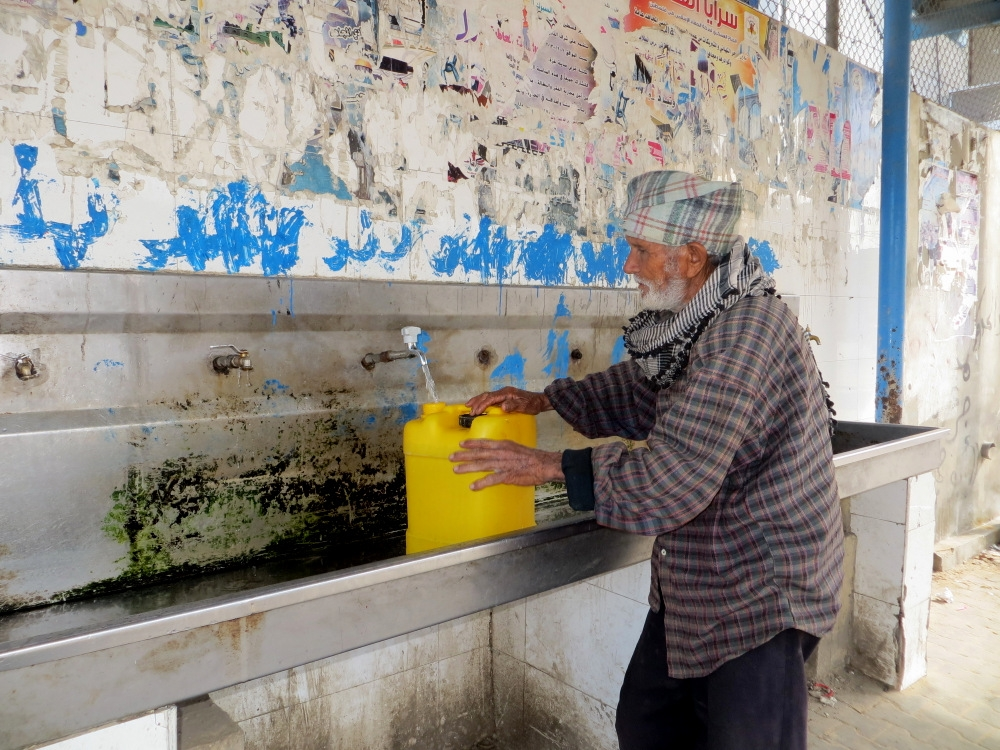
L'approvvigionamento d'acqua resta un problema nei territori palestinesi. Un anziano riempie una tanica ad una fontana pubblica presso l'impianto di trattamento delle acque reflue di Khan Yunis

Il campo di Khan Yunis (in arabo مميم خان يونس‎?), è un campo profughi palestinese appena ad ovest della città di Khan Yunis e due chilometri a est della costa mediterranea nella striscia meridionale di Gaza. Mentre l'UNRWA afferma che c'erano circa 72.000 rifugiati palestinesi che vivevano nel campo nel 2010, l'Ufficio centrale di statistica palestinese ha registrato una popolazione di 37.705 nel censimento del 2007.
Il campo di Khan Yunis fu istituito dopo la guerra arabo-israeliana del 1948 e ospitava circa 35.000 rifugiati palestinesi. Il 3 novembre 1956, il campo e la città di Khan Yunis furono occupati dalle Forze di difesa israeliane. Nell'operazione che ne seguì, circa 275 persone furono uccise, tra cui 140 rifugiati dal campo. I residenti affermano che la maggior parte delle vittime è avvenuta dopo la fine delle ostilità, con l'esercito alla ricerca di case per sospetti armati. Tuttavia, le autorità israeliane hanno dichiarato che le vittime erano il risultato della resistenza dei residenti del campo.
Secondo l'UNRWA, molti residenti del campo hanno perso la casa a causa delle operazioni dell'esercito israeliano. L'UNRWA iniziò gli sforzi di ricostruzione nei primi anni 2000, ma i lavori sono stati in gran parte interrotti a causa del blocco imposto da Israele sulla Striscia di Gaza in seguito al controllo del territorio da parte di Hamas. L'UNRWA afferma che devono essere costruite almeno 10.000 case.

## Economia
Khan Yunis è la seconda più grande area urbana nella Striscia di Gaza dopo Gaza . Serve come principale centro commerciale del sud della Striscia e ospita un souk beduino settimanale ("mercato all'aperto") che coinvolge principalmente materie prime locali. Dal 2012 Khan Yunis ha avuto il più alto tasso di disoccupazione nei territori palestinesi.

## Istruzione
- University College of Science and Technology[44]
- Al Quds Open University.

## Amministrazione

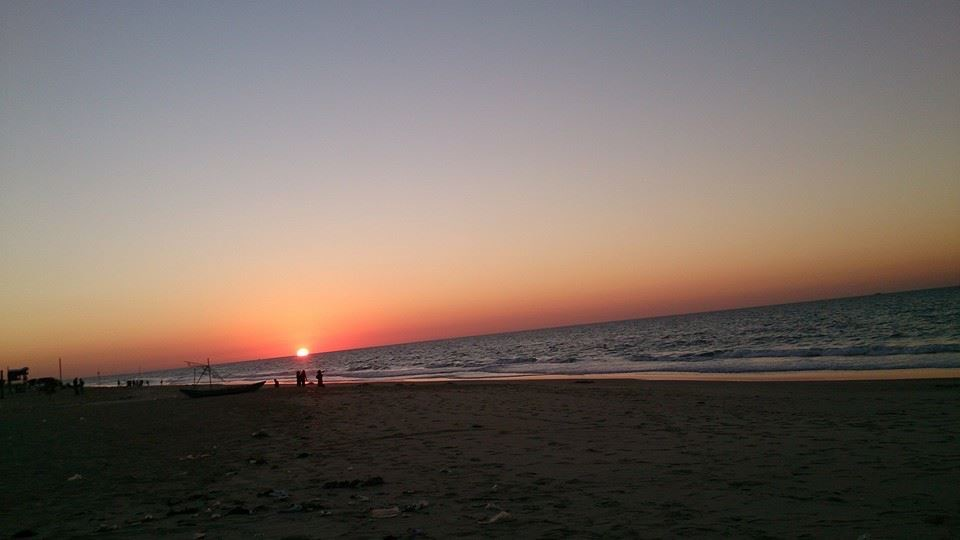
Khan Yunis beach

### Gemellaggi
Khan Yunis è gemellato con le seguenti città:
- Palermo
- Alcamo, dal 2015
- Bisceglie
- Hamar
- Almuñécar
- Évry